# Richibouctou 15
Pour les articles homonymes, voir Richibouctou (homonymie).
Richibouctou 15 est une réserve indienne du Nouveau-Brunswick. Elle est la seule réserve indienne dirigée par la Première nation Elsipogtog. Elle est située près de Rexton, dans le Kent.

## Toponyme
Richibouctou 15 est nommé ainsi d'après sa position sur la rivière Richibouctou. Le nom officiel est Richibucto 15 mais est généralement épelé Richibouctou 15 en français.

## Géographie

### Géologie
Le sous-sol de Richibouctou est composé principalement de roches sédimentaires du groupe de Pictou datant du Pennsylvanien (entre 300 et 311 millions d'années).

## Économie
Entreprise Kent, membre du Réseau Entreprise, a la responsabilité du développement économique.

## Administration

### Représentation et tendances politiques
Nouveau-Brunswick: Richibouctou 15 fait partie de la circonscription provinciale de Kent, qui est représentée à l'Assemblée législative du Nouveau-Brunswick par Shawn Graham, ancien premier ministre du Nouveau-Brunswick. Il fut élu en 1999 puis réélu en 1999, en 2003, en 2006 et en 2010.
 Canada: Richibouctou 15 fait partie de la circonscription fédérale de Beauséjour. Cette circonscription est représentée à la Chambre des communes du Canada par Dominic LeBlanc, du Parti libéral.